# Usama bin Ladin
Usama bin Mohammad bin Awad bin Ladin (arabiska: أسامة بن محمد بن عوض بن لادن, transkribering: Usāmah bin Muḥammad bin `Awaḍ bin Lāden), mer känd som Usama bin Ladin (arabiskt uttal: [oʊˈsɑːmə bɪn ˈlɑːdən]) i svenskan och Osama bin Laden i engelskan, född 10 mars 1957 i Riyadh i Saudiarabien, död 2 maj 2011 i Abbottabads förort Bilal i Pakistan, var en medlem av den inflytelserika saudiska finansfamiljen bin Ladin. Han var en militant islamist, tidigare USA-stödd mujaheddin- och gerillaledare, samt ledare för det islamistiska terrornätverket al-Qaida (arabiska: القاعدة; al-qāʿidah), som varit inblandat i flera attacker mot civila och militära mål världen över. Usama bin Ladin var utbildad ingenjör och hans far var en rik byggherre i Saudiarabien med nära band till det saudiska kungahuset. Den amerikanska senaten satte ett pris på hans huvud efter hans inblandning i 11 september-attackerna 2001. al-Qaida är ett av USA:s främsta mål i landets krig mot terrorismen och bin Ladin var fram till sin död en av världens mest efterspanade personer.
Som religiös wahhabit trodde Usama bin Ladin att återställandet av sharialagar skulle komma att ställa saker till rätta i den muslimska världen, och att alla andra ideologier – panarabism, socialism, kommunism, demokrati – måste bekämpas. Han uttalade sig för jihad för att rätta till vad han ansåg vara orättvisor mot muslimer som begås av USA och ibland av andra icke-muslimska länder, behovet av att eliminera staten Israel och nödvändigheten att tvinga USA att dra sig tillbaka från Mellanöstern. Usama bin Ladin var antisemit och varnade åtskilliga gånger för påstådda judiska konspirationer.
Den 13 september 2009, två dagar efter den åttonde årsdagen av 11-septemberattackerna 2001, gjorde bin Ladin ett uttalande riktat till det amerikanska folket där han varnade för Vita husets nära band med Israel. Han beskrev även USA:s president Barack Obama som maktlös utan förmåga att stoppa krigen i Afghanistan och Irak: "Obama är en försvagad man".
Den 1 maj 2011 lokal tid meddelade USA:s president Barack Obama i ett direktsänt TV-tal att bin Ladin dödats av ett amerikanskt Navy SEAL-specialförband i ett hus beläget cirka sex mil norr om Pakistans huvudstad Islamabad. Bin Ladin begravdes kort därefter i Arabiska havet. Den 6 maj bekräftade al-Qaida hans död och lovade samtidigt att hämnas. Snart valdes Saif al-Adel att efterträda bin Ladin som al-Qaidas nye ledare.

## Uppväxt, utbildning och privatliv
Usama bin Ladin växte upp i staden Jidda i Saudiarabien där hans far, Muhammed Awad bin Ladin, var en välbärgad byggherre. Innan första världskrigets utbrott hade Muhammed bin Ladin emigrerat från Jemen till Saudiarabien där han började arbeta som vaktmästare. Han startade eget företag på 1930-talet och skapade sig en enorm förmögenhet som byggnadsentreprenör på 1950-talet. Muhammed bin Ladin var gift 22 gånger, men bara med fyra fruar åt gången i enlighet med den saudiska tolkningen av sharia. Han hade officiellt 54 barn. Usama bin Ladin var den ende sonen till Muhammed bin Ladins tionde fru, Hamida al-Attas (född A'alia Ghanem). Det råder osäkerhet kring när han faktiskt föddes men i en intervju från 1998 angav bin Ladin att han föddes 10 mars 1957.
När Usama var fyra eller fem år skildes föräldrarna och hans mor gifte om sig med en av cheferna i faderns byggföretag, Muhammad al-Attas, och fick fyra barn med honom. Usama bodde i det nya hemmet med tre styvbröder och en styvsyster. Muhammed bin Ladin dog i en flygkrasch 1967.
År 1974, vid 17 års ålder, gifte sig bin Ladin med sin första fru, Najwa Ghanem, i Latakia, Syrien. Han skall enligt uppgift ha haft ytterligare fyra fruar, Khadijah Sharif (gifta 1983, skilda på 1990-talet), Khairiah Sabar (gifta 1985), Siham Sabar (gifta 1987) och Amal al-Sadah (gifta 2000). bin Ladin är far till åtminstone 24 barn.
Usama gick i elitskolan al-Thager i Jidda, till skillnad från de flesta av hans bröder som utbildades i Libanon. Han studerade sedan till ingenjör vid King Abdul Aziz University mellan åren 1976 och 1979. Han avlade en examen i ekonomi och förvaltning 1981. Under sin tid vid universitetet väcktes hans religiösa intresse, möjligen efter influens av en lärare, Abdullah Yusuf Azzam, som var medlem av Muslimska brödraskapet. Sayyid Qutbs bror Muhammad Qutb föreläste också regelbundet på universitetet. bin Ladin var involverad i att tolka både Koranen och jihad och gjorde även en hel del välgörenhetsarbete. Han skrev även poesi. Detta var tämligen ovanligt bland ungdomar i hans samhällsskikt.
Under 1970-talet besökte en stor del av familjen bin Ladin Sverige och Dalarna vid ett flertal tillfällen. 1971 bodde de på ett hotell i Falun och vid detta tillfälle togs ett porträtt som publicerades i Falu Kuriren. Källor har uppgett att Usama var med på denna resa medan andra hävdar att den person som pekats ut som Usama är en av hans bröder.
Usama bin Ladin ansågs av vissa vara "väl bevandrad i de klassiska skrifterna och de islamiska traditionerna", och sägs ha blivit handledd av islamiska lärda såsom Musa al-Qarni. Han hade dock ingen formell utbildning inom islamisk rättspraxis, och kritiserades av andra lärda för att inte ha någon rätt att utfärda fatwor (religiösa utlåtanden). Själv sade bin Ladin, i en intervju i maj 1998: "Jag är en Allahs tjänare och jag lyder hans order".
bin Ladin benämndes ibland med titeln "schejk". Hans kodnamn "Entreprenören" eller "Bankiren" ger en beskrivning av hans roll inom terrorismen. Amerikanska tjänstemän har sagt att bin Ladin legat bakom terrorattacker i USA, Afrika och i Mellanöstern. Hans personliga förmögenhet uppskattades till omkring 250 miljoner dollar (cirka två miljarder svenska kronor).

## Senare liv och verksamhet

### 1980- och 1990-talet
Usama bin Ladin var redan 1979 på plats i Afghanistan efter den sovjetiska invasionen och organiserade frivilliga araber och andra islamister som kom till Afghanistan för att slåss mot Sovjetunionen. bin Ladin använde även sina resurser som byggingenjör till att bygga vägar och tunnelsystem i Afghanistans berg åt motståndsrörelsen. Under denna tid träffade han även sin framtida al-Qaida-medarbetare Ayman al-Zawahiri.
bin Ladin återvände till Saudiarabien 1990 som hjälte. Tillsammans med sin arabiska legion hade han "fått den mäktiga supermakten Sovjetunionen på fall". När Saddam Hussein samma år invaderade Kuwait erbjöd sig bin Ladin att föra sina arabiska frivilliga från Afghanistan till Saudiarabien till försvar av kungadömet (något som avslogs). bin Ladin blev i likhet med många andra saudier djupt upprörd när USA:s styrkor bjöds in till Saudiarabien, muslimernas heliga land, för att därifrån besegra Iraks styrkor i Kuwait. Med tiden kom bin Ladin att betrakta Saudiarabien som ett land ockuperat av de amerikanska styrkorna (som stannade kvar efter Kuwaitkriget) och hans kritik mot det korrumperade kungadömet blev med tiden så skarp att hans uttalade mål till slut blev att störta kungafamiljen och upprätta en islamisk republik där. bin Ladins saudiska medborgarskap drogs in efter attacker i Saudiarabien på 1990-talet som hans al-Qaida misstänktes ligga bakom och hans omfattande familj avsade sig all kontakt med honom.
Efter Afghanistankrigets slut 1992 lämnade han landet i avsky över de inbördes stridigheter som bröt ut i Afghanistan. Han flyttade till norra Sudan där han byggde motorvägar som bistånd till denna islamistiska republik. Västerländska regeringar anklagade honom för att organisera träningsläger åt terrorister i Sudan och ville att den sudanesiska regeringen skulle lämna ut honom. Nu var det också krig på Balkanhalvön och Bosnien och Hercegovina sågs på den tiden som en fristad för terrorister efter att det visat sig att militanta delar av den tidigare regeringen i Sarajevo skyddade extremister och terrorister, några med anknytning till Usama bin Ladin. Enligt rapporter finansierade Bin Ladin små konvojer av rekryter från den arabiska världen genom sina företag i Sudan. 
1996 lämnade han Sudan för att återigen bege sig till Afghanistan och Jalalabad där talibanerna nyligen tagit makten. Här skapade bin Ladin sin nära relation till mulla Mohammed Omar. Detta år intervjuades han också av den brittiska journalisten Robert Fisk, en intervju som bin Ladin avslutade med orden: "Herr Roberts, från detta berg där du nu sitter, knäckte vi den ryska armén och vi krossade Sovjetunionen. Och jag ber till Gud att han kommer att tillåta oss att reducera Förenta staterna till en skugga av sitt forna jag." I mitten av 1997 hotade Norra alliansen att storma Jalalabad, vilket tvingade bin Ladin att överge sin förläggning och flytta verksamheten till Tarnakgårdarna i söder.
1999 avslöjades det även att Usama bin Ladin och hans tunisiska assistent Mehrez Aodouni år 1993 hade beviljats medborgarskap och bosniska pass av regeringen i Sarajevo. Året innan, 1998, hade det rapporterats att bin Ladin bland annat hade försökt att tillverka en atombomb, något som stoppades av den ryska säkerhetsstjänsten. Hans anhängare hade tidigare experimenterat med kemiska vapen, i träningsläger i Afghanistan. Under 2000 var bin Ladin verksam från Kosovo och planerade en del av terrorattentaten under Konflikten i Preševodalen.
Enligt Säpo har det varit terrorister i Sverige som bland annat är knutna till bin Ladin. Enligt FN:s säkerhetsråds resolution 1333 av den 19 december 2000 blev alla medlemsstater skyldiga att utan dröjsmål spärra fonder och andra finansiella tillgångar som tillhör Usama bin Ladin och individer och organisationer som är kopplade till honom eller till al-Qaida. FN:s sanktionskommitté för Afghanistan har upprättat en lista med namn på de personer och organisationer som omfattas av sanktionerna. Namnlistan har kompletterats vid åtskilliga tillfällen och genom en ändring den 9 november 2001 kom bland annat tre svenska personer att föras upp på listan. De har numera avförts från den.

### 11 september-attackerna 2001

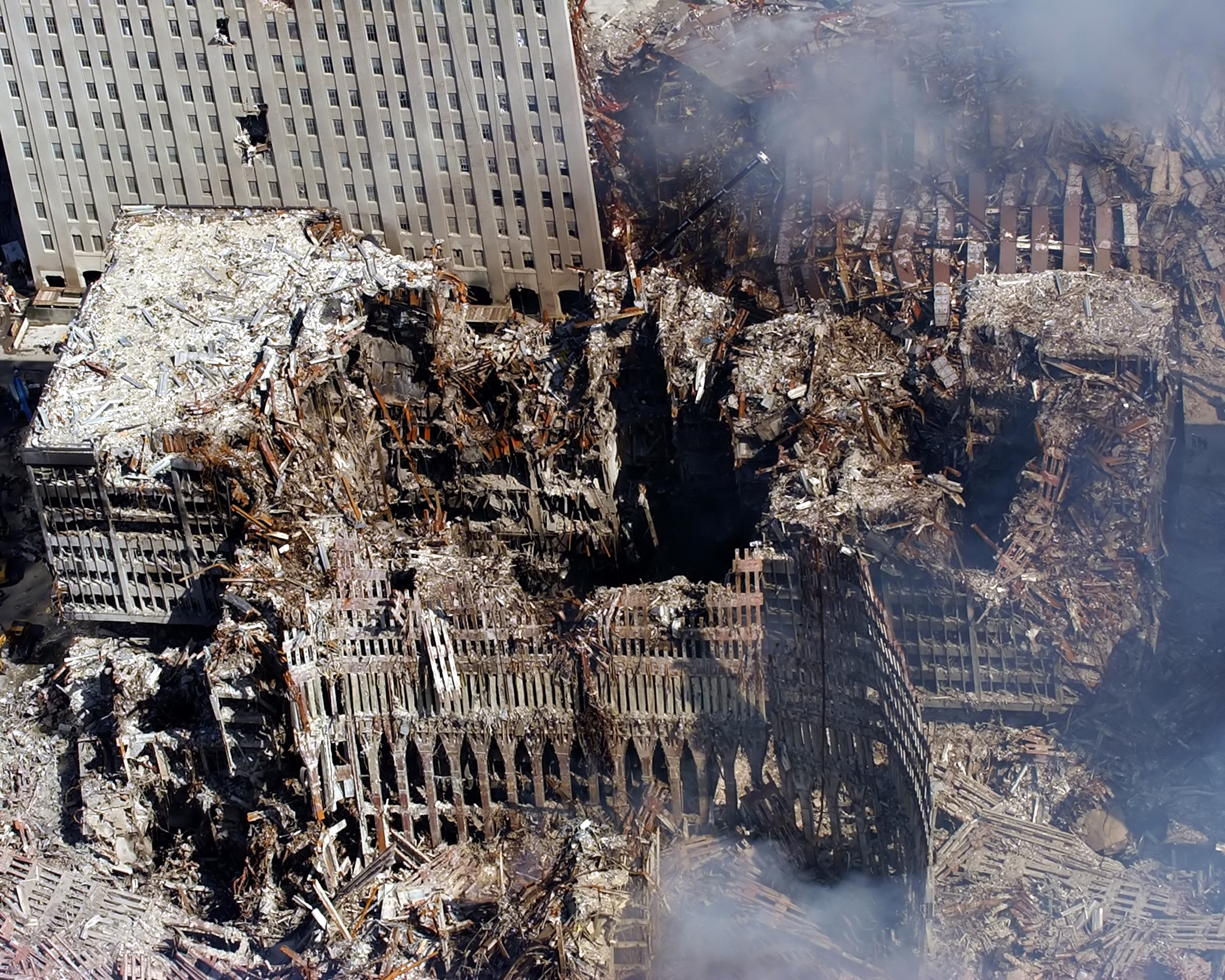
Usama bin Ladin har förklarat sig ansvarig för 11 september-attackerna 2001 mot USA, ett av världshistoriens värsta terrordåd med nära 3000 döda och 6200 skadade. Fyra amerikanska passagerarflygplan kapades; två av dem, American Airlines Flight 11 och United Airlines Flight 175, flögs in i World Trade Centers tvillingtorn på Manhattan i New York.

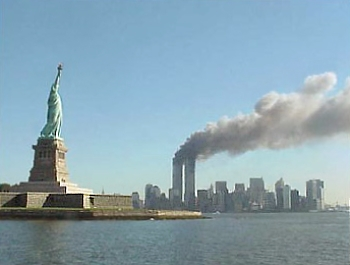
Frihetsgudinnan med det brinnande World Trade Center i bakgrunden.

Al-Qaida låg bakom 11 september-attackerna (med amerikanskt skrivsätt 9/11) 2001 mot World Trade Center och Pentagon i USA, som dödade minst 2 900 människor och som beskrivits som "historiens värsta terrordåd" och "ett andra Pearl Harbor". Serien av terrorattacker inleddes när American Airlines Flight 11 från Boston med full kraft flög rakt i ett av  tornen i World Trade Center på södra Manhattan. Detta hände bara minuter innan United Airlines Flight 175 från Boston rammade det andra tornet. Skyskraporna började brinna häftigt efter explosionen och de båda tornen rasade med en halvtimmes mellanrum. En knapp timme efter att det första flygplanet kraschat in i World Trade Center inträffade ännu en terrorattack i huvudstaden Washington som riktades mot själva försvarshögkvarteret Pentagon. Delar av Pentagon fattade eld och tjock svart rök vällde upp ur byggnaden. Ett fjärde kapat plan med okänd destination kraschade på en åker i delstaten Pennsylvania efter att passagerare övermannat kaparna. 
Usama bin Ladin har förklarat sig ansvarig för attackerna. Med dessa attacker som officiell motivering förklarade USA krig mot terrorismen för att avsätta talibanregimen i Afghanistan och tillfångata al-Qaida-ledare. Flera andra länder stärkte sina antiterroristlagstiftningar för att förhindra framtida attacker. Den dåvarande svenske moderatledaren Bo Lundgren uttalade sig på följande sätt: "Det krävs i USA, men också från vår sida, ett ordentligt skydd och en oförsonlig kamp mot terrorismen".
bin Ladin förnekade först att han skulle vara inblandad i attackerna. I ett videoband som återfanns av amerikanska styrkor i november 2001 i Jalalabad sågs dock bin Ladin diskutera attackerna med Khaled al-Harbi på ett sätt som indikerade förhandskännedom. I ett videoband från 2004 övergav bin Ladin sina förnekanden utan att ta tillbaka några tidigare uttalanden. I videon påstår han att han personligen vägledde de 19 kaparna. I två andra videoband sända av al-Jazira år 2006 tillkännagav bin Ladin: "Jag är den som är ansvarig för de 19 bröderna...jag var ansvarig för att anförtro de 19 bröderna...med angreppen" (från ett 5 minuter långt ljudband sänt den 23 maj 2006). Han sågs även tillsammans med Ramzi bin ash-Shibh såväl som med två av flygplanskaparna den 11 september, Hamza al-Ghamdi och Wail ash-Shehri, medan de gjorde förberedelser inför attackerna (från ett videoband sänt den 7 september 2006).
Trots detta har det uppgetts att bin Ladin så sent som i november 2007 klagat över avsaknaden av godtagbar bevisning i domstolen som binder honom och hans organisation till 11 september-attackerna. Enligt den officiella 11/9-rapporten, Final Report of the National Commission on Terrorist Attacks Upon the United States, planerades terroristattacken i sig av Khalid Sheikh Mohammed och godkändes av Usama bin Ladin.
Under Afghanistankrigets slutskede tros bin Ladin ha undkommit ett amerikanskt försök att tillfångata honom då han befann sig i ett grottsystem i Tora Bora-bergen. Efter denna tidpunkt har det med jämna mellanrum gått rykten om att bin Ladin har avlidit. Inledningsvis trodde man att han kunde ha dödats under kriget men det har sedan framkommit videofilmer och ljudband inspelade med Usama bin Ladin efter att kriget avslutats. Ett exempel på ett av dessa rykten är en obekräftad rapport i den franska tidningen L'est Republicain enligt vilken bin Ladin ska ha avlidit den 23 augusti 2006 i tyfoidfeber.
Amerikanska myndigheter utfäste en belöning på 50 miljoner dollar (350 miljoner kronor) till den som kunde ha lämnat upplysningar som skulle ha lett till Usama bin Ladin gripande. bin Ladin var dock inte efterlyst av FBI för 11 september-attackerna utan för bombningarna av två av USA:s ambassader i Afrika 1998. Påståenden om var Usama bin Ladin hade sitt tillhåll har gjorts sedan december 2001; inga har dock definitivt bevisats och några har placerat bin Ladin på olika platser under överlappande tidsperioder.

### Från 2001 och fram till 2011
I januari 2009 meddelade bin Ladin att han kommer att pröva president Barack Obamas administration och eventuellt planera en ny terroristattack. Flera källor har uppgett att Obama både lär öka truppantalet i det oroliga Afghanistan och trappa upp jakten på bin Ladin, som i sin tur har lovat att al-Qaida kommer att öppna nya fronter mot USA och dess allierade bortom Irak och Afghanistan. Bin Ladin har dock beskrivits som alltmer isolerad från den dagliga verksamheten hos al-Qaida, som han nominellt leder. Den 14 januari 2009 publicerades en ny ljudupptagning, enligt uppgift med bin Ladin, på islamistiska hemsidor som manade för jihad mot den israeliska offensiven i Gaza. Inspelningen åtföljdes av ett fotografi av bin Ladin inklistrad över al-Aqsamoskén i Jerusalem. I Vita huset i Washington avfärdades ljudbandet som ett uttryck för bin Ladins isolering. Senaste ljudinspelningen av Usama bin Ladin spreds den 3 juni, då han hånade president Barack Obamas invit till den muslimska världen. Den 13 september 2009, två dagar efter årsdagen av 11-septemberattackerna 2001, dök ett nytt livstecken upp från bin Ladin på en webbplats som ofta används av al-Qaida-anhängare. Det var det fjärde budskapet från honom detta år.
Många analytiker menar att även om bin Ladin skulle dö eller bli dödad har hans organisation blivit så omfattande att den skulle fortsätta att inspirera till militant islamism runt om i världen.
Den 7 juni 2010 rapporterade tidningen Kuwaiti Al Siyassa att bin Ladin gömmer sig i bergsstaden Savzevar i nordöstra Iran. Den australiensiska tidningen  The Australian publicerade påståendet den 9 juni 2010.
Under sin vistelse i Abbottabad läste Usama bin Laden många böcker, däribland två böcker av den renommerade lingvisten Noam Chomsky.

## Död
Den 1 maj 2011 lokal tid (2 maj pakistansk tid) meddelade USA:s president Barack Obama i ett direktsänt TV-tal att bin Ladin skjutits ihjäl av en "liten grupp amerikaner" som på hans order genomfört en operation mot bin Ladins hemliga bostad i den pakistanska staden Abbottabad, drygt 50 kilometer norr om huvudstaden Islamabad. USA uppgav först att bin Ladin dödats under en omfattande eldstrid men ändrade sig senare och sa att han var obeväpnad när han sköts. Bin Ladins kropp identifierades med hjälp av ett DNA-test som jämfördes med hans döda systers DNA. Enligt uppgifter från amerikanska myndigheter begravdes bin Ladin i norra Arabiska havet cirka tolv timmar efter sin död, enligt muslimsk sed.
Vem som avfyrade de dödande skotten har varit en hemlighet som den amerikanska marinen har velat bevara. Det har tidigare varit känt att det var någon ur SEAL Team Six, som dödade bin Ladin. Robert O'Neill, en före detta soldat, gick i november 2014 ut i medierna och sa att det var han.
Matt Bissonette, en av de två andra soldaterna som också öppnade eld mot bin Ladin, sade i en intervju efter O'Neills påstående att "två olika personer berättar två olika historier av två olika anledningar".

### Reaktioner
Författaren Salman Rushdie anser att Pakistan måste ha vetat om att bin Ladin befann sig i landet, eftersom hans hus (där kurirer kom och gick i fem års tid) befanns endast 800 meter från Pakistans militärakademi, i ett militärdistrikt med soldater i varje gathörn.
Pakistans militär reagerade med ilska mot USA över räden, "antiamerikanism är på sin högsta nivå" i de lägre leden av Pakistans militär enligt en pakistansk officer.